# 266887 Wolfgangries
266887 Wolfgangries è un asteroide della fascia principale. Scoperto nel 2009, presenta un'orbita caratterizzata da un semiasse maggiore pari a 2,6101075 UA e da un'eccentricità di 0,1756169, inclinata di 3,39023° rispetto all'eclittica.
L'asteroide è dedicato all'astronomo austriaco Wolfgang Ries.